# Huautla de Jiménez
Huautla de Jimenez est une commune de l'État de Oaxaca, au Mexique, située dans le district de Teotitlán, au nord du Cañada. Depuis 2015, elle participe au programme des villes magiques (Pueblos Mágicos), initiative gouvernementale destinée à promouvoir la culture et les traditions locales. 

## Toponymie
Huautla vient probablement du nahuatl cuauhtlan (nid de l’aigle) ou cuauhtla (forêt). L'épithète « Jimenez » se réfère au général Mariano Jimenez, premier gouverneur d'Oaxaca et premier officiel à se rendre sur les terres mazatèques. 

## Culture et tourisme
La ville a acquis une popularité touristique dans les années 1960, notamment par les rituels chamaniques associés à la consommation de champignons hallucinogènes. Si la vogue du tourisme néo-chamanique a diminué, elle a contribué à réveiller l'affirmation culturelle des Mazatèques à l'égard de leurs traditions.

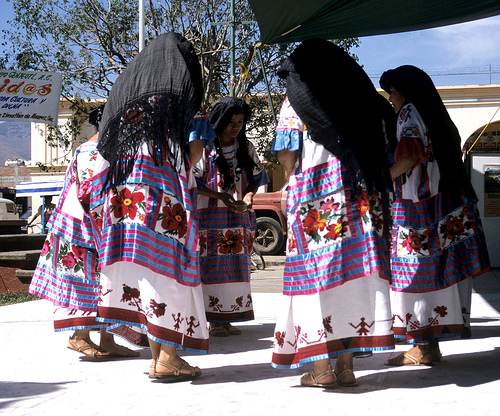
Femmes Mazatèques dansant à Huautla de Jimenez